# Heinrich Rickert

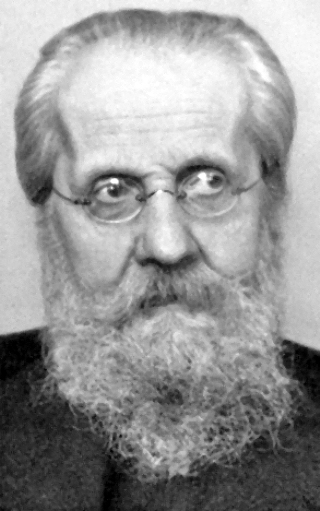
Heinrich Rickert

Heinrich Rickert (Danzig, 25 mei 1863 – Heidelberg, 25 juli 1936) was een Duitse (wetenschaps-)filosoof. Hij trachtte onder andere een methodologisch fundament te leggen onder de geesteswetenschappen. Hij bekritiseerde zijn collega en concurrent Wilhelm Dilthey en benadrukte cultuur als een wezenlijk kenmerk van de mens en niet als een natuurlijk, innerlijk verschijnsel.
Hij zag de werkelijkheid als één empirisch verschijnsel die onder verschillende gezichtspunten te bekijken was. De geesteswetenschappen hernoemde hij tot cultuurwetenschappen en hij verbond ze aan het predicaat ideografische wetenschappen. De natuurwetenschappen waren bij hem de nomothetische wetenschappen.
Het verschil tussen deze twee zit hem in het feit dat ideografische wetenschappen zich richten op individuele, unieke gebeurtenissen en dat nomothetische wetenschappen zich richten op zeer algemene wetmatigheden. 
De waardetheorie van Rickert is gestoeld op de hermeneutiek en het neokantianisme, en verschilt van die van Wilhelm Dilthey. 
De waarden van de geesteswetenschappen zijn niet empirisch vast te stellen en bij Rickert bestaan er geen algemeen geldige waarden die cultuur- of tijdloos zijn. Dit waardenrelativisme is de voornaamste reden dat zijn theorieën weinig navolging hebben gekregen. Toch is zijn denken van grote invloed op de socioloog Max Weber geweest. Martin Heidegger habiliteerde zich bij Rickert op een these over de  scholasticus Johannes Duns Scotus.  
- Bibsys: 90224035
- Biblioteca Nacional de España: XX1136485
- Bibliothèque nationale de France: cb12324701m (data)
- Catàleg d'autoritats de noms i títols de Catalunya: 981058530052406706
- CiNii: DA00997411
- Gemeinsame Normdatei: 118600605
- International Standard Name Identifier: 0000 0001 0862 916X
- Library of Congress Control Number: n85127443
- Nationale Bibliotheek van Letland: 000001844
- Mathematics Genealogy Project: 173723
- Bibliotheek van het Japanse parlement: 00454177
- Nationale Bibliotheek van Tsjechië: kup19950000082716
- Nationale Bibliotheek van Israël: 987007267010005171
- Nationale Bibliotheek van Polen: a0000001843590
- Nationale en Universitaire bibliotheek Zagreb: 000458370
- Nederlandse Thesaurus van Auteursnamen: 067756131
- Réseau des bibliothèques de Suisse occidentale: 02-A003744761
- LIBRIS: 327449
- SNAC: w608730g
- Système universitaire de documentation: 032162626
- Trove: 1291087
- Virtual International Authority File: 2541931
- WorldCat: E39PBJB4c78BFRwK8H6WTfCfbd